# Roman Kosch
Roman Kosch (ukrainisch / russisch Роман Кош, krimtatarisch Roman Qoş) ist mit 1545 m die höchste Erhebung des Krimgebirges. Damit ist die Erhebung der höchste Punkt auf der Halbinsel Krim. Heute befindet sich dort der Nationalpark Krim. Hochsteigen können nur kleinere Gruppen von Touristen mit Begleitung. Für viele Bergsteiger ist die Südseite des Krimgebirges ein begehrtes Ziel.

## Entstehung
Entstanden ist Roman Kosch zusammen mit dem Krimgebirge vor rund 6 Millionen Jahren durch die Kollision der Osteuropäischen Scholle und der Westeuropäischen Scholle. Die Erhebung befindet sich auf dem Massiv Babugan-Jajla. Die Gebirgserhebung besteht ausschließlich aus Kalkablagerungen.

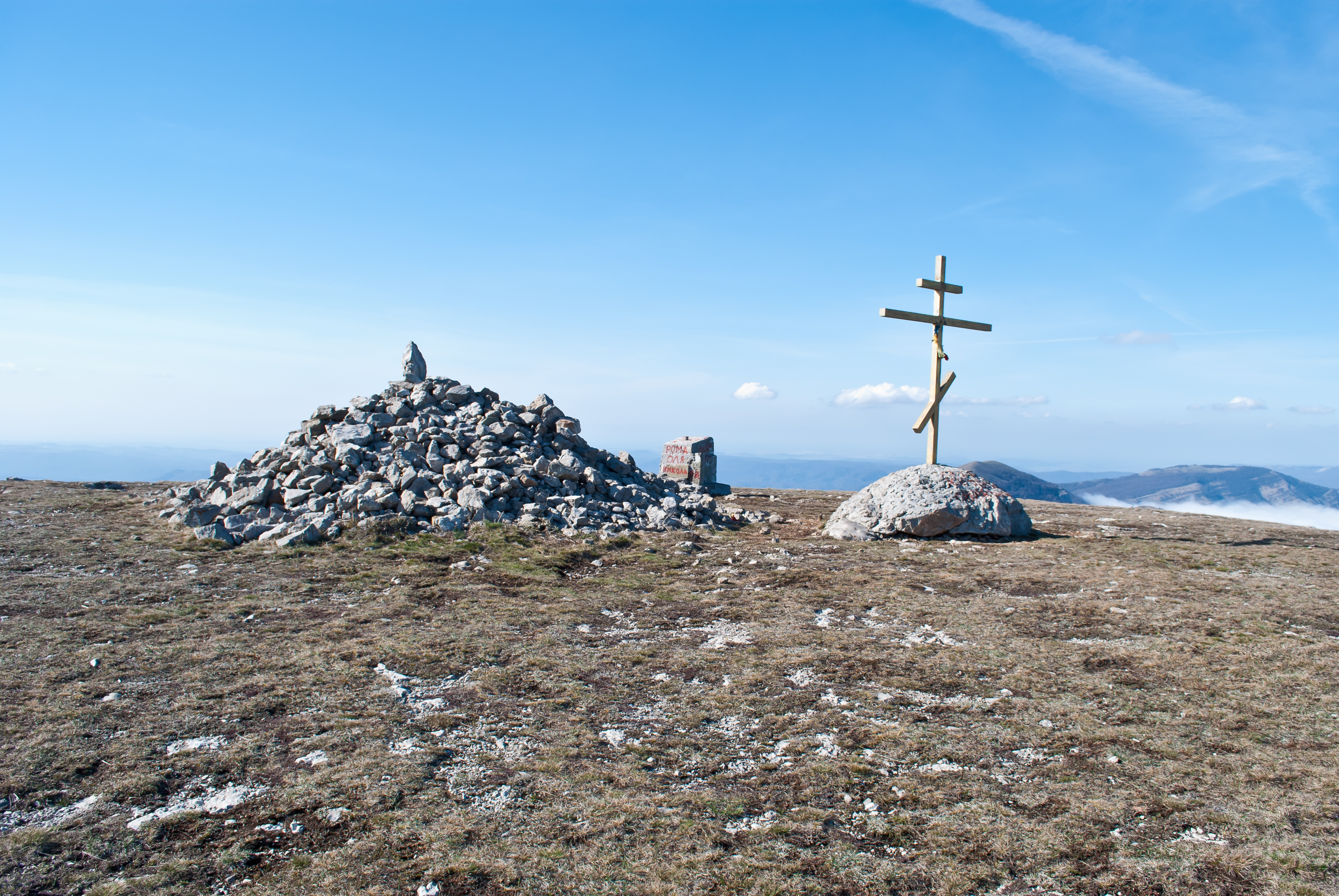
Gipfel mit russisch-orthodoxem Kreuz